# Piloporia indica
Piloporia indica är en svampart som beskrevs av Ganesh & Ryvarden 1988. Piloporia indica ingår i släktet Piloporia och familjen Polyporaceae.   Inga underarter finns listade i Catalogue of Life.